# Karla Larsen Moltsen
Karla Larsen Moltsen (* 29. Dezember 2007 in Ganløse) ist eine dänische Schauspielerin.

## Leben und Karriere
Moltsen wurde am 29. Dezember 2007 in Ganløse geboren. Ihr Debüt gab sie 2022 in der Fernsehserie Julehjertets Hemmelighed. Anschließend spielte sie 2023 in der Serie Troldehjertets Hemmelighed mit. Im selben Jahr wurde Moltsen für die Serie Fatal Crossing gecastet.

## Filmografie
- 2022: Julehjertets Hemmelighed (Fernsehserie)
- 2023: Troldehjertets Hemmelighed (Fernsehserie)
- 2023: Fatal Crossing (Fernsehserie)